# Christopher Blauvelt
Christopher Patrick Blauvelt (Los Angeles, 27 maggio 1970) è un direttore della fotografia statunitense.
È un frequente collaboratore della regista Kelly Reichardt, avendo curato la fotografia di tutti i suoi film a partire da Meek's Cutoff (2010).

## Biografia
Professionista cinematografico "di terza generazione" introdotto alla fotografia cinematografica dal padre, ha esordito sul set come ciakkista de Le avventure di Rocketeer (1991).
Il suo lavoro da 2º assistente operatore di The Game - Nessuna regola (1997) è stato notato dal direttore della fotografia Harris Savides, che l'ha voluto con sé a partire da Gerry (2002) prima come 1º assistente operatore e poi operatore di macchina dei suoi film, tra cui Elephant (2003) e Zodiac (2007). Blauvelt ha descritto più volte Savides come il proprio mentore.
Ha esordito alla fotografia di un lungometraggio nel 2010 col western indipendente Meek's Cutoff, che gli ha attirato le attenzioni della critica grazie allo stile «minimalista e naturalistico» e l'uso del rapporto d'aspetto 1,33:1. Nel 2012, dopo appena due film (Meek's Cutoff e l'altrettanto fotograficamente apprezzato Nobody Walks, che ha girato in 16mm ispirandosi alla fotografia di film della nuova Hollywood come Il lungo addio e Bob & Carol & Ted & Alice), la rivista di settore Variety l'ha incluso nella sua lista annuale di "direttori della fotografia da tenere d'occhio", così come l'anno seguente IndieWire.
È subentrato a Savides alla fotografia di Bling Ring (2013) dopo la morte di quest'ultimo durante le riprese.

## Filmografia parziale

### Lungometraggi
- Meek's Cutoff, regia di Kelly Reichardt (2010)
- Nobody Walks, regia di Ry Russo-Young (2012)
- Bling Ring (The Bling Ring), regia di Sofia Coppola (2013)
- Max Rose, regia di Daniel Noah (2013)
- Night Moves, regia di Kelly Reichardt (2013)
- La scomparsa di Eleanor Rigby (The Disappearance of Eleanor Rigby), regia di Ned Benson (2013)
- Low Down, regia di Jeff Preiss (2014)
- I Am Michael, regia di Justin Kelly (2015)
- Indignazione (Indignation), regia di James Schamus (2016)
- Certain Women, regia di Kelly Reichardt (2016)
- Don't Worry (Don't Worry, He Won't Get Far on Foot), regia di Gus Van Sant (2018)
- Mid90s, regia di Jonah Hill (2018)
- First Cow, regia di Kelly Reichardt (2019)
- Emma., regia di Autumn de Wilde (2020)
- Showing Up, regia di Kelly Reichardt (2022)
- Il metodo di Phil Stutz (Stutz), regia di Jonah Hill – documentario (2022)
- May December, regia di Todd Haynes (2023)
- The Mastermind, regia di Kelly Reichardt (2025)

### Videoclip
- Underdog (Save Me) – Turin Brakes (2001)
- Working Class Hero – Green Day (2007)
- Glory to the World – El Perro del Mar (2008)
- Dark Necessities – Red Hot Chili Peppers (2016)

## Riconoscimenti
- Chicago Film Critics Association
  - 2020 – Candidatura alla miglior fotografia per First Cow
- San Diego Film Critics Society
  - 2021 – Candidatura alla miglior fotografia per First Cow
- Semana Internacional de Cine de Valladolid
  - 2013 – Miglior fotografia per Night Moves
- Sundance Film Festival
  - 2014 – Miglior fotografia per Low Down